# Urso de Chatillon
Ursos de Chatillon nasceu em 830 e morreu em 880, neto de Carlos Magno e conde da Champanha é o fundador da Casa de Chatillon. Casou-se com Berta de Itália, condessa da Champanha, irmã de do conde Hucbeaud.
Seu filho Eudo de Châtillon sucedeu-o como conde e à frente da Casa de Châtillon.